# Aurel Scobioală
Aurel Scobioală (n. 17 septembrie 1941, Mălăiești, județul Bălți, România – d. 3 iunie 2007, Chișinău, Republica Moldova) a fost un scriitor, profesor și traducător moldovean.

## Biografie
Aurel Scobioală s-a născut la 17 septembrie 1941, satul Mălăiești, raionul Rîșcani, Republica Sovietică Socialistă Moldovenească în familia țăranilor Andrei Scobioală și Nadejda (n. Lupăcescu).
A învățat la școlile medii din satul Mălăiești (1948-1955) și din satul Șaptebani (1955-1958). În anii 1958-1963 a studiat la Facultatea de Filologie (Secția limba și literatura română și limba franceză) a Institutului Pedagogic „Alecu Russo” din Bălți.
A lucrat profesor la școlile medii din Știubeieni și Vasileuți (1961-1962) și la Colegiul de Economie și Contabilitate din Tighina (1963). În perioada 1963-1976, a fost redactor și șef de redacție la Teleradio Moldova. A lucrat șef de redacție la editurile Lumina și Literatura artistică (1976-1986). A fost consultant literar la Uniunea Scriitorilor din Moldova (1986-1992). A lucrat director general al Departamentului de Stat pentru Edituri, Poligrafie și Comerțul cu Cărți (1992-1994). Din 1994 era șef al Redacției Scriitori contemporani la Editura Prut Internațional și consilier la Uniunea Scriitorilor din Moldova.
A debutat editorial în 1974 cu două cărți în proză pentru copii: Cărăruie albă și La menajerie.
S-a stins din viață la 3 iunie 2007 în urma unei boli incurabile. Gimnaziul din satul Mălăiești, raionul Rîșcani, unde s-a născut și a copilărit scriitorul, a fost numit în cinstea sa.

## Operă
Aurel Scobioală a scris literatură pentru copii. Lucrările lui au fost traduse în limba franceză, engleză, lituaniană, ucraineană, bielarusă, uzbecă.
- Cărăruie albă (1974)
- La menajerie (1974)
- Dincoace de poveste (1977)
- Greu mai cresc bărbații (1978)
- Ispita (1980)
- Viceversa, hop! (1981)
- Volumul Micu cel Tare din Grupa mare (1984)
- Ce te-nvață o povață (1987)
- Aricioaica-doctoriță (1989)
- Băiețelul din Lună (1990)
- Alfabetul-grădiniță (1992)
- Vorba bună ne adună (1992)
- Ulciorul cu pătăranii (1994)
- Marele fermier Buș-Lăbuș (1999)
- Alt ulcior cu pătăranii (2001)
- Peripeții cu melodii, sau cum l-a descoperit America pe Liubomir lorga (2001)

- Carte pentru câini deștepți (2003)[3]
- Câte rude are Nelu (2003)
- ÎnvățăMinte din vorbe cuMinte (2004)
- Lunile-cununile (2004)
- Scriitorii când erau copii (2004)

Colecția Primii pași
- Cățelușul (2003)
- Pisicuțul (2003)
- Rățușca (2003)
- Iepurașul (2004)
- Ursulețul (2004)
- Elefantul (2004)
- Papagalul (2004)
- Veverița (2004)
- Vulpișoara (2004)

Traduceri

## Premii
- Diploma de onoare a Consiliului Internațional al Cărții pentru Copii și Tineret (IBBY) (2006)[4][12]